# آنتون گارسیا آبریل
آنتون گارسیا آبریل (اسپانیایی: Antón García Abril‎؛ (زادهٔ ۱۹ مهٔ ۱۹۳۳ – درگذشتهٔ ۱۷ مارس ۲۰۲۱) موسیقی‌دان و آهنگساز اهل اسپانیا بود.
از فیلم‌ها یا مجموعه‌های تلویزیونی که وی در آن‌ها نقش داشت، می‌توان به پانچو ویا، آوای بلوز مرگ، کبرا و پانچو ویا اشاره نمود.